# Ken Houston (Eishockeyspieler)
Kenneth Lyle Houston (* 15. September 1953 in Dresden, Ontario; † 10. März 2018 in Chatham-Kent, Ontario) war ein kanadischer Eishockeyspieler, der im Verlauf seiner aktiven Karriere zwischen 1973 und 1984 unter anderem 605 Spiele für die Atlanta Flames, Calgary Flames, Washington Capitals und Los Angeles Kings in der National Hockey League auf der Position des rechten Flügelstürmers bestritten hat.

## Karriere
Houston verbrachte seine Juniorenzeit zwischen 1971 und 1973 bei den Chatham Maroons in der Southern Ontario Junior Hockey League, einer unterklassigen Juniorenliga der Ontario Hockey Association. Vom Klub aus seiner Geburtsstadt aus wurde er im Sommer 1973 sowohl im NHL Amateur Draft 1973 in der sechsten Runde an 85. Stelle von den Atlanta Flames aus der National Hockey League als auch im WHA Amateur Draft 1973 in der fünften Runde an 58. Position von den Alberta Oilers aus der mit der NHL konkurrierenden World Hockey Association ausgewählt.
Der damalige Verteidiger wechselte daraufhin im Sommer 1973 in den Profibereich und wurde von den Atlanta Flames in den folgenden beiden Spielzeiten zunächst in der Central Hockey League bei den Omaha Knights eingesetzt und zum linken Flügelspieler umgeschult. Die Spielzeit 1975/76 verbrachte er zu Teilen bei den Nova Scotia Voyageurs aus der American Hockey League. Mit beiden Teams standen die Atlanta Flames in einem Kooperationsverhältnis, sodass diese als Farmteam fungierten. Im Verlauf der Saison 1975/76 debütierte Houston in der NHL bei den Atlanta Flames und absolvierte bis zum Saisonende 27 Spiele für das Team. Mit Beginn der Spielzeit 1975/76 gehörte der Flügelstürmer zum Stammpersonal des Franchises aus der Metropole im US-amerikanischen Südosten. Er blieb dem Team für die folgenden vier Jahre treu und vollzog mit dem Franchise im Sommer 1980 den Umzug ins kanadische Calgary, wo es fortan unter dem Namen Calgary Flames am Spielbetrieb der NHL teilnahm. Dort verblieb er bis zum Ende der Saison 1981/82 und war – wie bereits in Atlanta – pro Saison für etwa 20 Tore und um die 40 Punkte verantwortlich.
Nach insgesamt neun Jahren im Franchise der Atlanta und Calgary Flames wurde Houston im Juni 1982 .in einem insgesamt vier Spieler und drei Draft-Wahlrechte umfassenden Transfergeschäft an die Washington Capitals abgegeben. Während Torwart Pat Riggin und er in die Hauptstadt wechselten, zog es Howard Walker und Nachwuchsspieler George White in die Olympiastadt von 1988. Ebenso erhielt Calgary ein Sechstrunden-Wahlrecht im NHL Entry Draft 1982, ein Drittrunden-Wahlrecht im NHL Entry Draft 1983 und ein Zweitrunden-Wahlrecht im NHL Entry Draft 1984. Allerdings beschäftigten die Capitals den Kanadier lediglich etwas länger als eine Spielzeit, da sie ihn bereits kurz nach dem Beginn der Saison 1983/84 im Oktober 1983 mit Brian Engblom zu den Los Angeles Kings transferierten. Im Gegenzug wechselte Larry Murphy nach Washington. Bei den Kings beendete Houston schließlich die Spielzeit und anschließend auch seine aktive Karriere kurz vor seinem 31. Geburtstag. In seinen neun Jahren in der NHL absolvierte er 605 Begegnungen.
In der Folge war Houston einige Zeit als Scout tätig, später dann im Nahrungsmittelgeschäft. Houston verstarb im März 2018 in seiner Heimatstadt Chatham-Kent im Alter von 64 Jahren an den Folgen einer Krebserkrankung.

## Erfolge und Auszeichnungen
- 1973 SOJHL First All-Star Team

## Karrierestatistik
(Legende zur Spielerstatistik: Sp oder GP = absolvierte Spiele; T oder G = erzielte Tore; V oder A = erzielte Assists; Pkt oder Pts = erzielte Scorerpunkte; SM oder PIM = erhaltene Strafminuten; +/− = Plus/Minus-Bilanz; PP = erzielte Überzahltore; SH = erzielte Unterzahltore; GW = erzielte Siegtore; 1 Play-downs/Relegation; Kursiv: Statistik nicht vollständig)